# Asteras Tripolis
Der PAE Asteras Tripolis ist ein griechischer Fußballverein aus Tripoli. Er spielt in der höchsten Spielklasse Griechenlands, der Super League. Die Vereinsfarben sind gelb-blau.

## Geschichte
Der Verein wurde inoffiziell 1930 gegründet. Der damalige Trainingsplatz lag nahe dem Tripoliser Bahnhof. Im Jahr 1931 wurde der Verein nach Gesetz gegründet, 1932 jedoch wieder kurzzeitig aufgelöst. In diesem Jahr wurde ein anderer Fußballverein namens „Keramikos“ in der Stadt gegründet. 1938 entschied sich der Gründer von Keramikos, Minas Tsavdaris, den Verein in „Asteras“ umzubenennen.
Im Jahr 1939 spielte das neue Asteras in der regionalen Liga von Tripoli. 1940, nach dem Ausbruch des Zweiten Weltkriegs, wurde der Spielbetrieb wieder ausgesetzt und nach dem Krieg wiedergegründet. Anfangs nahm Asteras an der Meisterschaft der Region Arkadien teil und spielte damit in der 5. Liga. Dort gewann Asteras acht Titel und drei Pokalsiege.
2003 begann mit dem Sprung in die vierte Liga der Aufstieg des Vereins aus der 30.000-Einwohnerstadt auf dem Peloponnes, der schon 2007 mit dem erstmaligen Erreichen der Super League einen vorläufigen Höhepunkt fand. Asteras etablierte sich in der höchsten Spielklasse Griechenlands und erreichte nach Platz sechs in der Spielzeit 2012 mit dem dritten Platz in der Saison 2012/13 die beste Platzierung der Vereinsgeschichte. Damit erreichte der Verein die dritte Qualifikationsrunde der UEFA Europa League 2013/14, in der er gegen den SK Rapid Wien nach einem 1:1 im Heimspiel und einem 1:3 in Wien ausschied.
In der Saison 2014/15 setzte sich Asteras in der Qualifikation zur Europa League gegen Rovaniemi PS, den 1. FSV Mainz 05 und Maccabi Tel Aviv durch und erreichte damit erstmals die Gruppenphase. Durch den vierten Tabellenplatz in der Liga qualifizierte sich Asteras für die Europa League 2015/16 direkt für die Gruppenphase, wo sie auf die Gegner FC Schalke 04, Sparta Prag und APOEL Nikosia treffen.

## Stadien
Das kleine in Privatbesitz befindliche Asteras-Tripolis-Stadion mit einem Fassungsvermögen von etwa 4000 Zuschauern entsprach nicht den Anforderungen an ein Erstligastadion. 2009 wurde das neue Stadion „Gipedo Astera Tripolis“ mit einer Kapazität von 6300 Plätzen fertiggestellt. 2013 wurde die nunmehr 7717 Zuschauern Platz bietende Anlage in „Stadio Theodoros Kolokotronis“ umbenannt.

## Spieler
- Fritz Emeran (2006–2007)
- Lucio Filomeno (2007–2009)
- Jean Carlos Dondé (2007–)
- Konstantinos Fortounis (2010–2011)
- Pablo De Blasis (2012–2014)
- Dorin Goian (2013–2016)